# Ectoedemia monemvasiae
Ectoedemia monemvasiae là một loài bướm đêm thuộc họ Nepticulidae. Nó được tìm thấy ở Hy Lạp (Peloponnesos) và Thổ Nhĩ Kỳ (Anatolia).
Sải cánh dài 6.5-7.5 mm. Adults have been caught in tháng 7 và đầu tháng 8.
Không giống phần lớn loài Nepticulidae, ấu trùng đục thân cây chứ không đục lá. Cây chủ có lẽ là loài Fagaceae.